# 姚德重
姚德重（1547年—？），字士欽，号懷軒，山東平度州濰縣人，軍籍，明朝政治人物。

## 生平
嘉靖四十三年（1564年）甲子科山東鄉試第七十四名舉人，萬曆二年（1574年）甲戌科三甲第四十八名進士。官山西榆次县知县。八年六月考选，擢户科给事中，值圣节赏赐，敕户部进银二十万，德重上疏极谏，得旨报罢。十年二月升转礼科右给事中，疏请别服色，正名分，报可。十一年正月改工科左，巡视厂庫。十三年三月晋礼科都，十六年三月复除户科都，告病归。歴任俸积置田庐，与其弟中分之。移疾家居，累荐不起。子姚宗温，甲辰进士，官曲周知县。

## 家族
曾祖父姚倫；祖父姚鯤；父姚英，曾任壽官。母王氏。具庆下。弟德望、德大。